# Jamall Emmers
Jamall Leantwean Emmers (24 de julio de 1989, Miami, Florida, Estados Unidos) es un artista marcial mixto estadounidense que actualmente compite en la división de peso pluma de Ultimate Fighting Championship.

## Antecedentes
Emmers se pasó a las MMA desde sus orígenes en la lucha libre en el instituto y la universidad, pero en realidad fueron las MMA las que le inspiraron por primera vez. Aficionado a ver combates de MMA con su padre y su hermano, el padre de Jamall alquilaba cintas de PRIDE FC en Blockbuster para que las vieran. Emmers dijo que se unió al equipo de lucha de su instituto específicamente para sentar las bases de su carrera en las MMA.

## Carrera en las artes marciales mixtas

### Carrera temprana y DWCS
Emmers acumuló un récord de 13-3 en el circuito regional americano, destacando su victoria por decisión contra los futuros luchadores de la UFC Alexander Hernandez y Cory Sandhagen en LFA 5. Emmers fue invitado al Dana White's Contender Series. Se enfrentó a Julian Erosa en el Dana White's Contender Series 11 el 26 de junio de 2018. A pesar de derribar a Erosa en el primer asalto, Emmers perdió la pelea por nocaut en el segundo asalto.

### UFC
Después de la derrota en la Contender Series, Emmers ganó cuatro peleas consecutivas y fue contratado por la UFC para luchar contra Movsar Evloev en UFC 248 el 7 de marzo de 2020 con poca antelación, en sustitución de Douglas Silva de Andrade. Sin embargo, Evloev se lesionó en un accidente de moto y fue sustituido por Giga Chikadze. Emmers perdió la pelea por decisión dividida.
Se esperaba que Emmers hiciera su segunda aparición en la organización contra Timur Valiev en UFC Fight Night: Brunson vs. Shahbazyan el 1 de agosto de 2020. Sin embargo, Valiev se retiró del combate y fue sustituido por Vince Cacheiro. Emmers ganó el combate por decisión unánime.
Estaba programado para enfrentarse a Chas Skelly el 20 de febrero de 2021 en UFC Fight Night: Blaydes vs. Lewis. Sin embargo, el combate se canceló momentos antes de que comenzara, ya que Emmers sufrió espasmos en la espalda entre bastidores que le impidieron competir.
Se enfrentó a Pat Sabatini el 28 de agosto de 2021 en UFC on ESPN: Barboza vs. Chikadze. Emmers derribó a Sabatini al principio del combate, pero fue atrapado por un gancho de talón y obligado a someterse en el primer asalto.

## Campeonatos y logros
- Hero FC
  - Campeonato de Peso Pluma de Hero FC (una vez; ex)
    - Dos defensas exitosas del título

- SMASH Global
  - Campeonato Mundial de Peso Pluma de SMASH (una vez; ex)

## Récord en artes marciales mixtas
| Resultado | Récord | Oponente                 | Método                                        | Evento                                           | Fecha                    | Ronda | Tiempo | Localización                 | Notas                                                      |
| --------- | ------ | ------------------------ | --------------------------------------------- | ------------------------------------------------ | ------------------------ | ----- | ------ | ---------------------------- | ---------------------------------------------------------- |
| Derrota   | 18-6   | Pat Sabatini             | Sumisión (gancho de talón)                    | UFC on ESPN: Barboza vs. Chikadze                | 28 de agosto de 2020     | 1     | 1:53   | Las Vegas, Nevada            |                                                            |
| Victoria  | 18-5   | Vince Cacheiro           | Decisión (unánime)                            | UFC Fight Night: Brunson vs. Shahbazyan          | 1 de agosto de 2020      | 3     | 5:00   | Las Vegas, Nevada            |                                                            |
| Derrota   | 17-5   | Giga Chikadze            | Decisión (dividida)                           | UFC 248                                          | 7 de marzo de 2020       | 3     | 5:00   | Las Vegas, Nevada            |                                                            |
| Victoria  | 17-4   | Rafael Barbosa           | Sumisión técnica (estrangulamiento del brazo) | Legacy Fighting Alliance 81: Emmers vs. Barbosa  | 31 de enero de 2020      | 3     | 2:39   | Costa Mesa, California       |                                                            |
| Victoria  | 16-4   | Jay Cucciniello          | TKO (puñetazos)                               | Final Fight Championship 38                      | 20 de junio de 2019      | 1     | 4:53   | Las Vegas, Nevada            |                                                            |
| Victoria  | 15-4   | Caio Machado             | TKO (retiro)                                  | M-1 Global: Road to M-1 USA 2                    | 4 de abril de 2019       | 1     | 5:00   | Fort Yuma Indian Reservation |                                                            |
| Victoria  | 14-4   | Fard Muhammad            | TKO (puñetazos)                               | SMASH Global 8                                   | 13 de diciembre de 2018  | 2     | 1:55   | Los Ángeles, California      | Ganó el vacante Campeonato Mundial de Peso Pluma de SMASH. |
| Derrota   | 13-4   | Julian Erosa             | KO (patada en la cabeza y puñetazos)          | Dana White's Contender Series 11                 | 26 de junio de 2018      | 2     | 1:10   | Las Vegas, Nevada            |                                                            |
| Victoria  | 13-3   | Guilherme Faria de Souza | TKO (puñetazos)                               | Legacy Fighting Alliance 36: Simon vs. Zani      | 23 de marzo de 2018      | 3     | 1:18   | Cabazon, California          |                                                            |
| Victoria  | 12-3   | Chris Avila              | Decisión (unánime)                            | GKO 11                                           | 4 de noviembre de 2017   | 3     | 5:00   | Jackson, California          |                                                            |
| Victoria  | 11-3   | Cory Sandhagen           | Decisión (unánime)                            | Legacy Fighting Alliance 5: Edwards vs. Townsend | 24 de febrero de 2017    | 3     | 5:00   | Broomfield, Colorado         |                                                            |
| Victoria  | 10-3   | Rivaldo Junior           | Decisión (unánime)                            | RFA 41                                           | 29 de julio de 2016      | 3     | 5:00   | San Antonio, Texas           |                                                            |
| Derrota   | 9-3    | Thiago Moisés            | TKO (puñetazos)                               | RFA 38: Moises vs. Emmers                        | 3 de junio de 2016       | 5     | 2:52   | Costa Mesa, California       | Por el Campeonato de Peso Ligero de la RFA.                |
| Victoria  | 9-2    | Ray Cervera              | Decisión (unánime)                            | Tachi Palace Fights 25                           | 19 de noviembre de 2015  | 3     | 5:00   | Lemoore, California          |                                                            |
| Victoria  | 8-2    | Merwyn Rivera            | Sumisión (estrangulamiento por detrás)        | Tachi Palace Fights 23                           | 7 de mayo de 2015        | 1     | 0:34   | Lemoore, California          |                                                            |
| Derrota   | 7-2    | Rey Trujillo             | Sumisión (estrangulamiento por triángulo)     | Hero FC 4                                        | 17 de enero de 2015      | 2     | 1:48   | Brownsville, Texas           | Perdió el Campeonato de Peso Pluma de Hero FC.             |
| Victoria  | 7-1    | Michael Rodriguez        | TKO (puñetazos)                               | Hero FC 3                                        | 12 de septiembre de 2014 | 1     | 0:27   | Brownsville, Texas           | Defendió el Campeonato de Peso Pluma de Hero FC.           |
| Victoria  | 6-1    | Chris Pecero             | TKO (puñetazos)                               | Hero FC 2                                        | 14 de junio de 2014      | 3     | 3:39   | Brownsville, Texas           | Defendió el Campeonato de Peso Pluma de Hero FC.           |
| Victoria  | 5-1    | Brett Ewing              | Decisión (unánime)                            | Hero FC 1                                        | 1 de febrero de 2014     | 3     | 5:00   | Harlingen, Texas             | Ganó el vacante Campeonato de Peso Pluma de Hero FC.       |
| Victoria  | 4-1    | Brett Ewing              | TKO (puñetazos)                               | Hero FC: Texas Pride                             | 28 de septiembre de 2013 | 2     | 0:54   | Beaumont, Texas              |                                                            |
| Victoria  | 3-1    | Alexander Hernandez      | Decisión (dividida)                           | Hero FC - Pride of the Valley 2                  | 21 de junio de 2013      | 3     | 5:00   | Pharr, Texas                 |                                                            |
| Victoria  | 2-1    | Ernest de la Cruz        | Decisión                                      | Legacy Fighting Championship 17                  | 1 de febrero de 2013     | 3     | 5:00   | San Antonio, Texas           |                                                            |
| Derrota   | 1-1    | Matt Mazurek             | Decisión (dividida)                           | ABG Promotions                                   | 17 de noviembre de 2012  | 3     | 5:00   | San Antonio, Texas           |                                                            |
| Victoria  | 1-0    | James Gonzalez           | Sumisión (estrangulamiento por detrás)        | Big Dawg Promotions: In the Cage I Trust         | 6 de octubre de 2012     | 2     | 0:54   | Texas City, Texas            |                                                            |